# Municipio de Fairview (Nebraska)
El municipio de Fairview (en inglés: Fairview Township) es un municipio ubicado en el condado de Holt en el estado estadounidense de Nebraska. En el año 2010 tenía una población de 25 habitantes y una densidad poblacional de 0,18 personas por km².

## Geografía
El municipio de Fairview se encuentra ubicado en las coordenadas 42°18′17″N 98°54′40″O / 42.30472, -98.91111. Según la Oficina del Censo de los Estados Unidos, el municipio tiene una superficie total de 139.46 km², de la cual 139,1 km² corresponden a tierra firme y (0,26 %) 0,36 km² es agua.

## Demografía
Según el censo de 2010, había 25 personas residiendo en el municipio de Fairview. La densidad de población era de 0,18 hab./km². De los 25 habitantes, el municipio de Fairview estaba compuesto por el 100 % blancos. Del total de la población el 0 % eran hispanos o latinos de cualquier raza.